# Elecciones al Parlamento de Andalucía de 2015
Las elecciones al Parlamento de Andalucía correspondientes a la X Legislatura de Andalucía del actual período democrático fueron celebradas el 22 de marzo de 2015, tras haber sido convocadas el 27 de enero de ese mismo año. Estos comicios debían celebrarse en el año 2016, pero la presidenta de la Junta de Andalucía, Susana Díaz, alegó para adelantar las elecciones "desconfianza" hacia los socios de Izquierda Unida Los Verdes-Convocatoria por Andalucía y la situación de "inestabilidad" que, a su exclusivo juicio, atravesaba el Ejecutivo de coalición.
Con una participación del 63.94%, las elecciones fueron ganadas por el Partido Socialista Obrero Español de Andalucía con el 35.43% de los votos (21,69% del total del censo) y 47 escaños frente al 26.76% de los votos (16,38% del censo) y 33 escaños del Partido Popular Andaluz. Además, otras 3 candidaturas obtuvieron representación en la cámara, entrando por primera vez en el Parlamento de Andalucía Podemos y Ciudadanos–Partido de la Ciudadanía, además de Izquierda Unida Los Verdes-Convocatoria por Andalucía, que ya contaban con diputados en la anterior legislatura.

## Historia

### Antecedentes: las elecciones de 2012

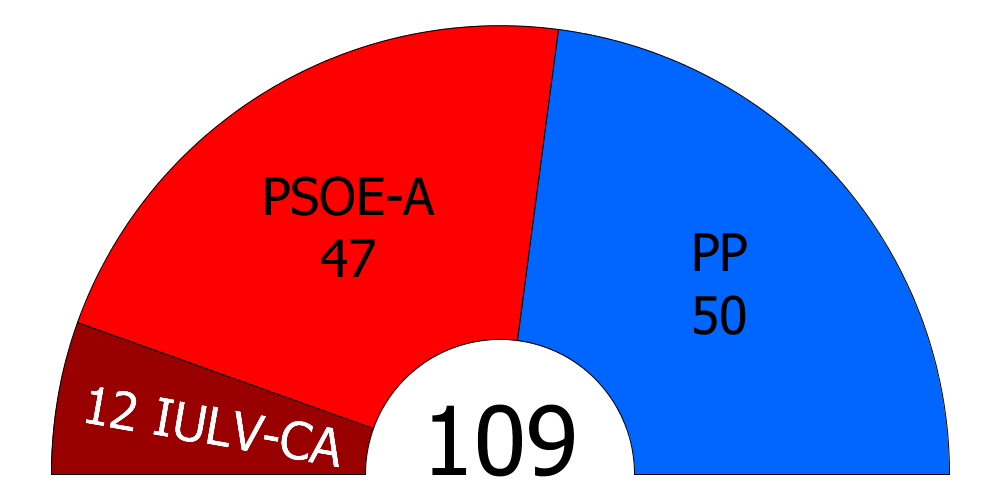
Parlamento de Andalucía en la IX Legislatura.

Las elecciones al Parlamento de Andalucía de 2012 dieron como resultado la primera victoria del Partido Popular Andaluz en unas autonómicas andaluzas con 50 escaños, quedándose a cinco de la mayoría absoluta que hubiera permitido gobernar a Javier Arenas. El PSOE de Andalucía perdía su mayoría absoluta y por primera vez no fue la fuerza política más votada de la comunidad, quedándose a 40.000 votos y tres diputados del PP. Sin embargo, un pacto con Izquierda Unida Los Verdes-Convocatoria por Andalucía, que duplicó su número de escaños hasta los 12, permitió al PSOE-A gobernar conjuntamente con la formación de izquierdas. José Antonio Griñán mantuvo la presidencia de la Junta, en la que entró IULV-CA con una vicepresidencia y tres consejerías.

### Disolución de la IX Legislatura

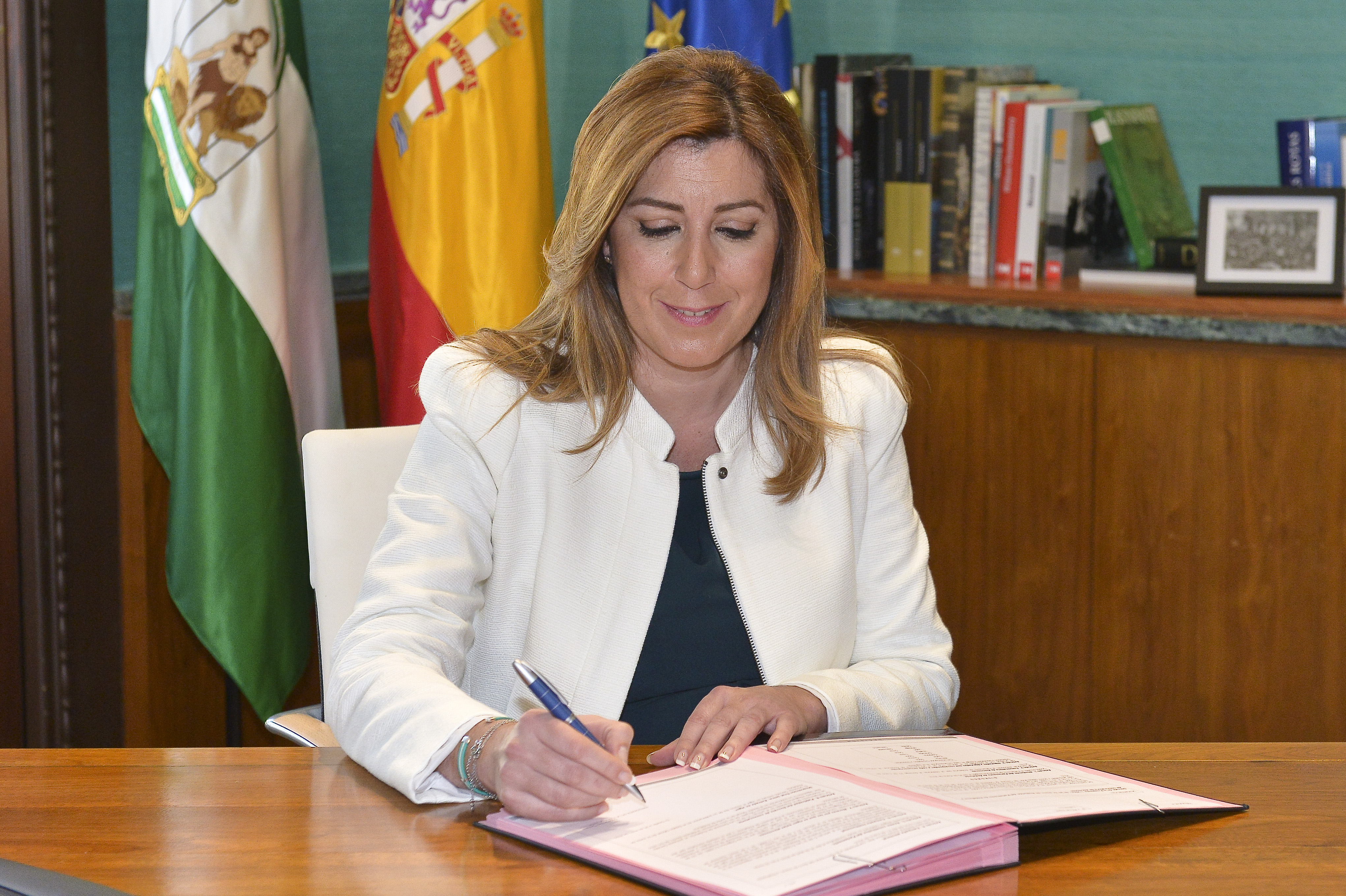
La presidenta de la Junta firmando la disolución del Parlamento.

Tras varios meses de especulaciones Susana Díaz anticipó las elecciones alegando para ello la "desconfianza" hacia sus socios de Izquierda Unida Los Verdes-Convocatoria por Andalucía y la situación de inestabilidad que, a su juicio, atravesaba el Ejecutivo de coalición. Los partidos de la oposición la acusan de imponer el calendario electoral con el propósito de presentarse a las primarias para ser candidata de su partido a los comicios nacionales, lo cual ha sido negado por ella.
De este modo, la presidenta de la Junta convocó elecciones para marzo de 2015 mediante decreto de 26 de enero de 2015 firmado por ella (publicación en el BOJA de 27 de enero), previa deliberación del Consejo de Gobierno de la Junta de Andalucía. De acuerdo con las leyes, en dichas elecciones, organizadas por la Consejería de Gobernación, se elegirán a los representantes de la ciudadanía andaluza en el Parlamento de Andalucía.

## Sistema electoral

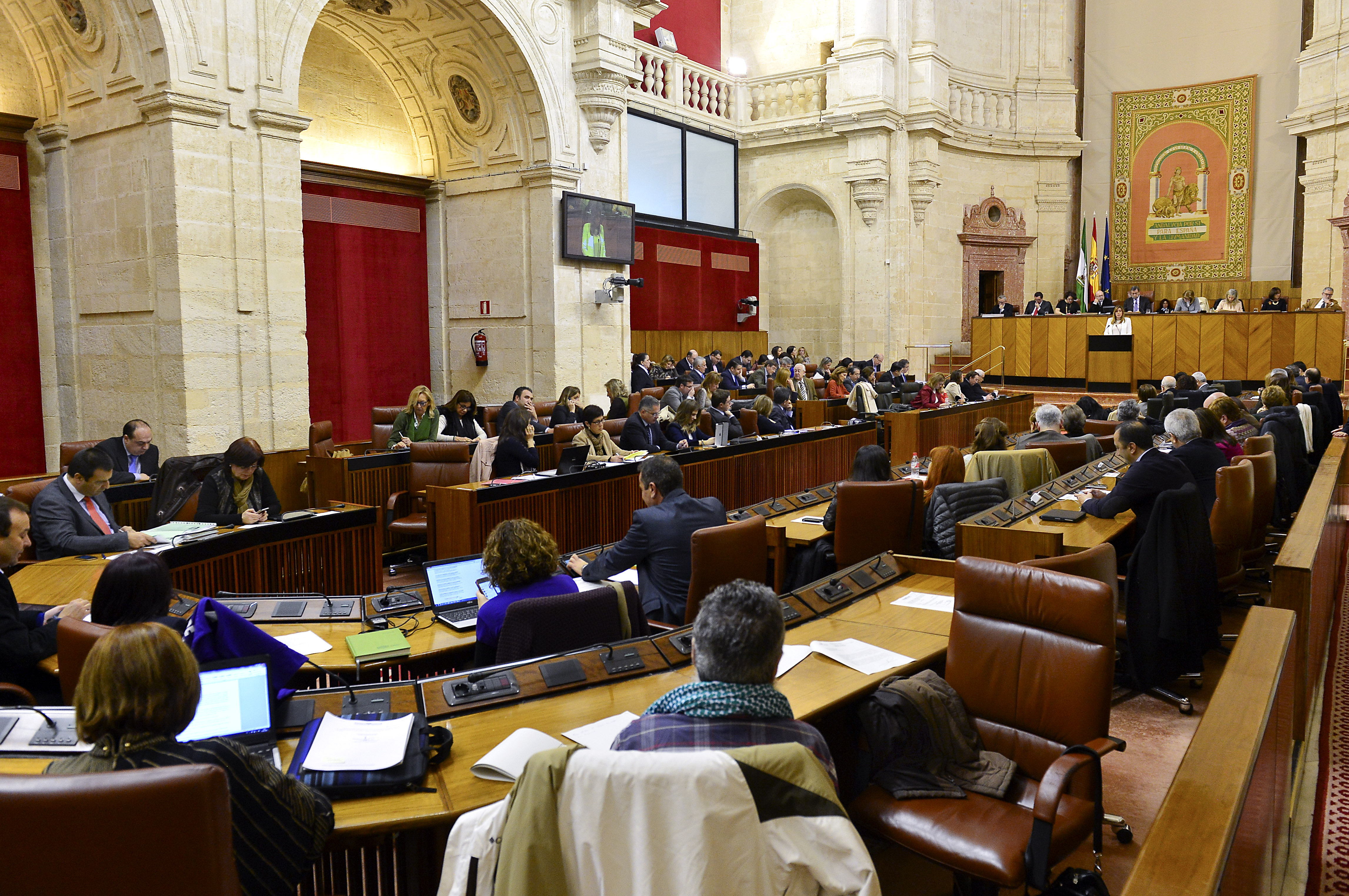
Parlamento de Andalucía durante un pleno extraordinario. Interviene Susana Díaz desde la tribuna. Enero de 2014.

De acuerdo a lo dispuesto en la Ley 1/1986, de 2 de enero donde se regula el sistema electoral de la Comunidad autónoma de Andalucía tras la convocatoria oficial de elecciones, su publicación en el Boletín Oficial de la Junta de Andalucía, en los respectivos boletines provinciales y su difusión en los medios de comunicación corresponde a los partidos políticos que deseen participar en las elecciones la presentación de las candidaturas y a la Junta electoral, que fue constituida en los 90 primeros días de la legislatura, la aprobación de estas candidaturas, la regulación de la campaña electoral y la formación de las mesas electorales.
En Andalucía son electores todos los ciudadanos andaluces mayores de 18 años en pleno goce de sus derechos políticos según lo contemplado en su Estatuto de autonomía aunque solo podrán ejercer su derecho al sufragio aquellos que se encuentren inscritos en el censo electoral. Estos electores eligen a los diputados de su circunscripción electoral hasta un total de 109 diputados, que son los que forman el Parlamento de Andalucía. Son 8 las circunscripciones electorales de Andalucía, una por cada provincia, en las que se nombra un número de diputados proporcional a su población, nunca inferior a 8 y donde ninguna circunscripción puede elegir el doble de diputados que otra.
Según los datos del censo electoral la población andaluza computable para las elecciones de 2015 es de 6.496.685 electores, de los cuales 6.286.917 corresponden a ciudadanos residentes en la comunidad y 209.768 a residentes en el extranjero a los que se garantiza el voto mediante sistema postal.
De este modo el reparto de diputados del Parlamento de Andalucía es de 12 para la circunscripción electoral de Almería, 15 para la de Cádiz, 12 para la de Córdoba, 13 para la de Granada, 11 para la de Huelva, 11 para la de Jaén, 17 para la de Málaga y 18 para la de Sevilla.
| Datos del censo electoral para las elecciones autonómicas de 2015 |           |            |           |           |                   |                     |                     |
| Circunscripción                                                   | Diputados | Municipios | Distritos | Secciones | Mesas electorales | Locales electorales | Número de electores |
| Almería                                                           | 12        | 102        | 148       | 458       | 745               | 324                 | 450.994             |
| Cádiz                                                             | 15        | 44         | 128       | 899       | 1.400             | 588                 | 968.766             |
| Córdoba                                                           | 12        | 75         | 177       | 623       | 897               | 416                 | 637.721             |
| Granada                                                           | 13        | 169        | 209       | 667       | 1.083             | 565                 | 704.301             |
| Huelva                                                            | 11        | 79         | 131       | 365       | 634               | 265                 | 389.903             |
| Jaén                                                              | 11        | 97         | 185       | 524       | 920               | 385                 | 524.709             |
| Málaga                                                            | 17        | 101        | 149       | 1.044     | 1.681             | 622                 | 1.047               |
| Sevilla                                                           | 18        | 105        | 217       | 1.337     | 2.513             | 670                 | 1.476               |
| Total                                                             | 109       | 772        | 1.344     | 5.917     | 9.873             | 3.835               | 6.286.917           |

En los 11 días siguientes a la convocatoria los partidos que desearon concurrir a las elecciones debieron presentar por escrito un representante general y su suplente a la Junta electoral y tras su aprobación presentaron a los representantes de su partido ante cada Junta provincial. Los representantes provinciales de cada partido son los responsables de proponer las listas de candidaturas en cada circunscripción entre el decimoquinto y el vigésimo día tras la convocatoria. Las listas de las candidaturas debían incluir tantos candidatos como diputados se eligen en su circunscripción y 4 suplentes, alternando mujeres y hombres en ellas. Tras la aceptación de las candidaturas y la subsanación de cuantas irregularidades pudieron contener éstas fueron publicadas en el Boletín Oficial de la Junta y en los boletines provinciales 28 días después de la convocatoria de elecciones, el 18 de febrero. De un total de 24 candidaturas que se presentaron 12 lo hacían para las ocho circunscripciones, 9 para una única circunscripción y tres candidaturas se presentaron en 5, 3 y 2 circunscripciones.
Según lo establecido por la convocatoria electoral, la campaña electoral duró 15 días, comenzando a las cero horas del día 6 de marzo, y finalizando a las cero horas del día 21 de marzo de 2015. Esta campaña electoral estuvo regulada por la Comisión de control nombrada por la Junta Electoral con miembros de todos los partidos con representación parlamentaria. Asimismo la Junta electoral fue la responsable de la asignación de espacio gratuito de publicidad electoral en los medios de comunicación públicos atendiendo a la presencia o no de los grupos políticos en el Parlamento.

## Candidaturas

### Candidaturas con representación previa en el Parlamento de Andalucía
| Partido Popular Andaluz (PPA) |                         |           |                             |
| Candidatura                   | Integrantes             | Provincia | Cabeza de lista             |
| Partido Popular               | Partido Popular Andaluz | Almería   | Carmen Crespo               |
| Partido Popular               | Partido Popular Andaluz | Cádiz     | Ana Mestre                  |
| Partido Popular               | Partido Popular Andaluz | Córdoba   | Rosario Alarcón             |
| Partido Popular               | Partido Popular Andaluz | Granada   | Carlos Rojas                |
| Partido Popular               | Partido Popular Andaluz | Huelva    | Manuel Andrés González      |
| Partido Popular               | Partido Popular Andaluz | Jaén      | Miguel Ángel García Anguita |
| Partido Popular               | Partido Popular Andaluz | Málaga    | Juan Manuel Moreno Bonilla  |
| Partido Popular               | Partido Popular Andaluz | Sevilla   | Juan Bueno                  |

| Partido Socialista Obrero Español de Andalucía (PSOE-A) |                                                |           |                          |
| Candidatura                                             | Integrantes                                    | Provincia | Cabeza de lista          |
| Partido Socialista Obrero Español                       | Partido Socialista Obrero Español de Andalucía | Almería   | José Luis Sánchez Teruel |
| Partido Socialista Obrero Español                       | Partido Socialista Obrero Español de Andalucía | Cádiz     | Manuel Jiménez Barrios   |
| Partido Socialista Obrero Español                       | Partido Socialista Obrero Español de Andalucía | Córdoba   | Juan Pablo Durán         |
| Partido Socialista Obrero Español                       | Partido Socialista Obrero Español de Andalucía | Granada   | Teresa Jiménez           |
| Partido Socialista Obrero Español                       | Partido Socialista Obrero Español de Andalucía | Huelva    | Mario Jiménez            |
| Partido Socialista Obrero Español                       | Partido Socialista Obrero Español de Andalucía | Jaén      | Micaela Navarro          |
| Partido Socialista Obrero Español                       | Partido Socialista Obrero Español de Andalucía | Málaga    | Luciano Alonso           |
| Partido Socialista Obrero Español                       | Partido Socialista Obrero Español de Andalucía | Sevilla   | Susana Díaz Pacheco      |

| Izquierda Unida Los Verdes-Convocatoria por Andalucía (IULV-CA) |                                                       |           |                        |
| Candidatura                                                     | Integrantes                                           | Provincia | Cabeza de lista        |
| Izquierda Unida Los Verdes-Convocatoria por Andalucía           | Izquierda Unida Los Verdes-Convocatoria por Andalucía | Almería   | Rosalía Martín         |
| Izquierda Unida Los Verdes-Convocatoria por Andalucía           | Izquierda Unida Los Verdes-Convocatoria por Andalucía | Cádiz     | Inmaculada Nieto       |
| Izquierda Unida Los Verdes-Convocatoria por Andalucía           | Izquierda Unida Los Verdes-Convocatoria por Andalucía | Córdoba   | Elena Cortés           |
| Izquierda Unida Los Verdes-Convocatoria por Andalucía           | Izquierda Unida Los Verdes-Convocatoria por Andalucía | Granada   | Carmen Pérez           |
| Izquierda Unida Los Verdes-Convocatoria por Andalucía           | Izquierda Unida Los Verdes-Convocatoria por Andalucía | Huelva    | Rafa Sánchez Rufo      |
| Izquierda Unida Los Verdes-Convocatoria por Andalucía           | Izquierda Unida Los Verdes-Convocatoria por Andalucía | Jaén      | Juan Serrano           |
| Izquierda Unida Los Verdes-Convocatoria por Andalucía           | Izquierda Unida Los Verdes-Convocatoria por Andalucía | Málaga    | José Antonio Castro    |
| Izquierda Unida Los Verdes-Convocatoria por Andalucía           | Izquierda Unida Los Verdes-Convocatoria por Andalucía | Sevilla   | Antonio Maíllo Cañadas |

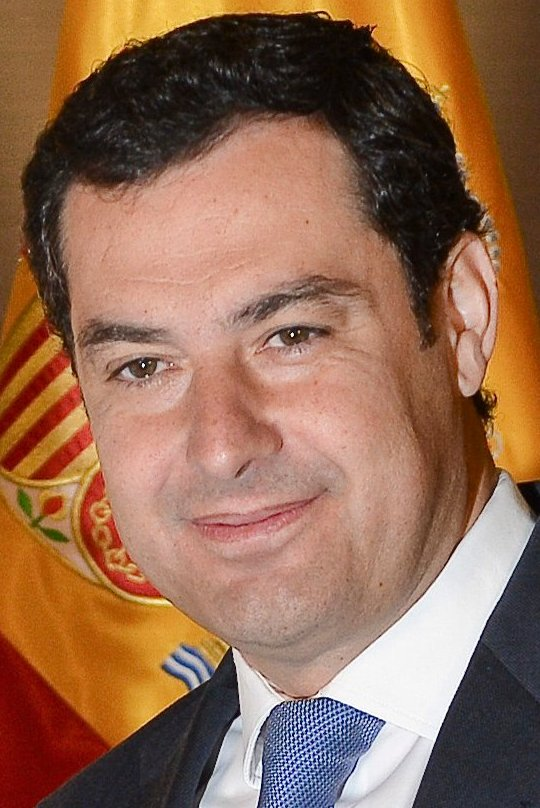
Juan Manuel Moreno, candidato a la presidencia.

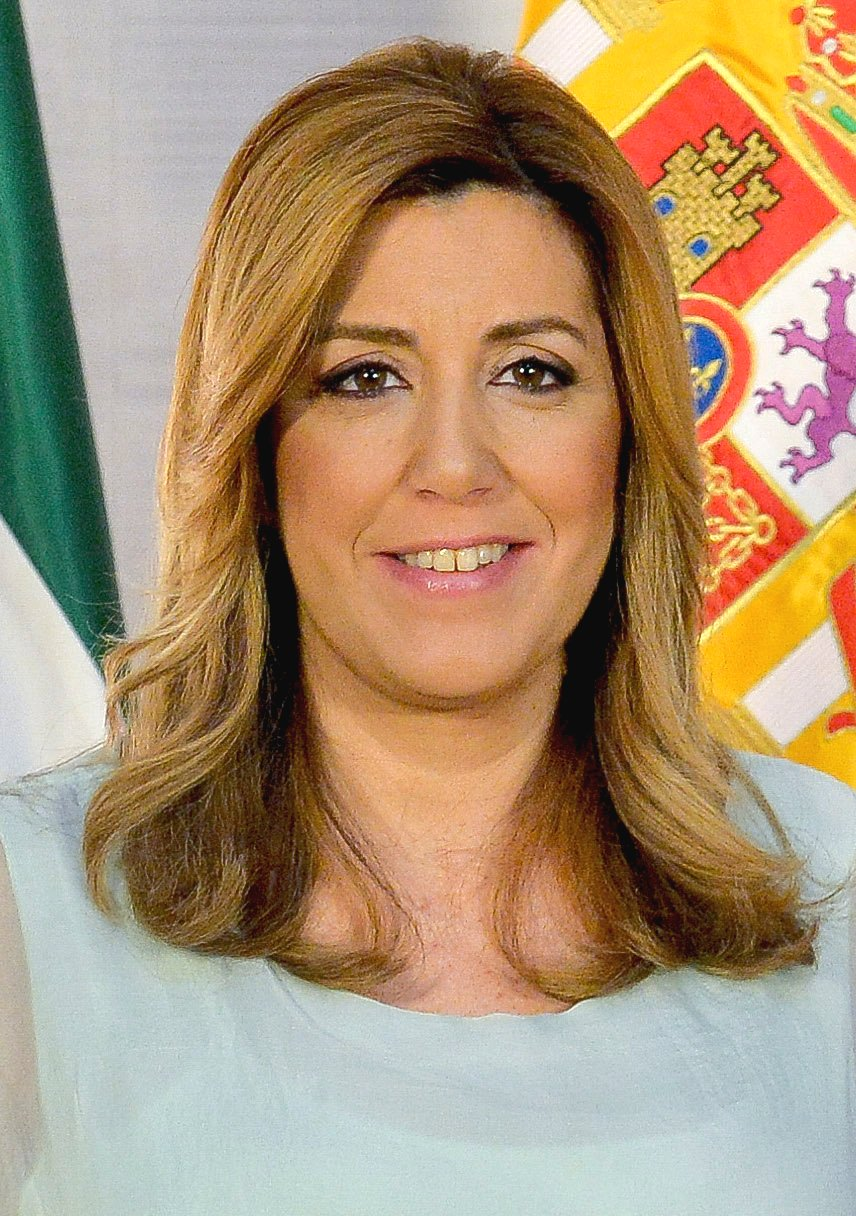
Susana Díaz, candidata a la presidencia.

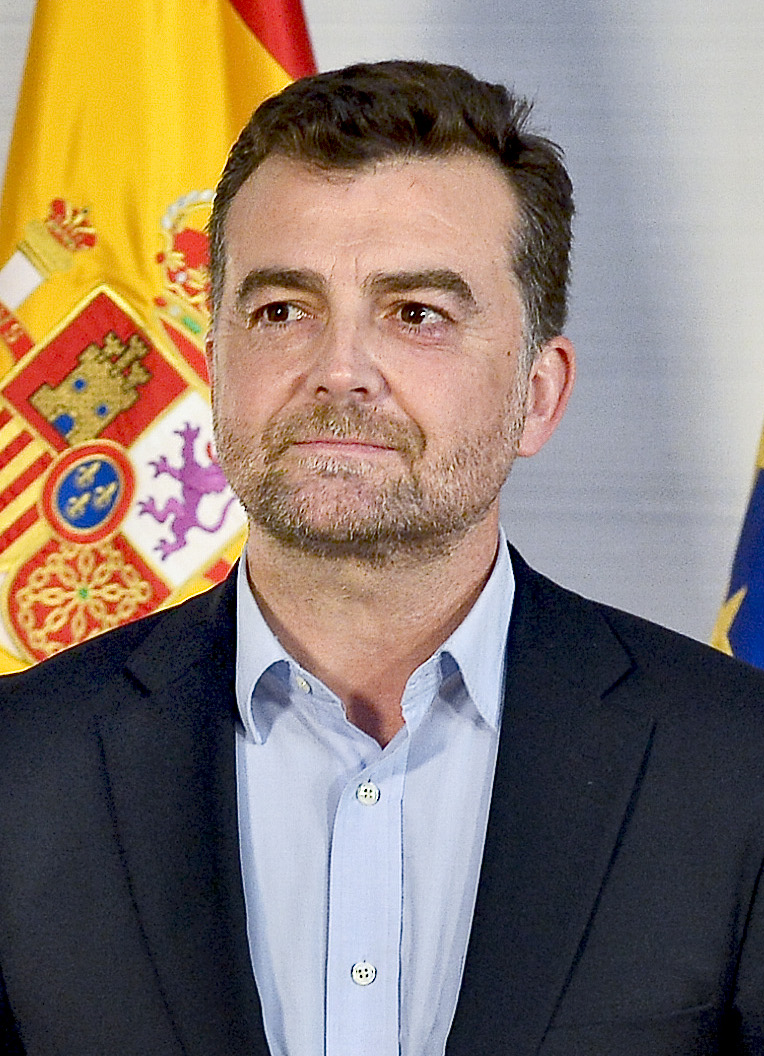
Antonio Maíllo, candidato a la presidencia.

En julio de 2014, IULV-CA celebró elecciones primarias para la elección del candidato a la Presidencia de la Junta de Andalucía, resultando Antonio Maíllo elegido al obtener el 88,39% de los votos de los afiliados y simpatizantes de la formación.

### Candidaturas sin representación previa en el Parlamento de Andalucía pero sí en otros parlamentos
| Podemos     |                                                                       |           |                                |
| Candidatura | Integrantes                                                           | Provincia | Cabeza de lista                |

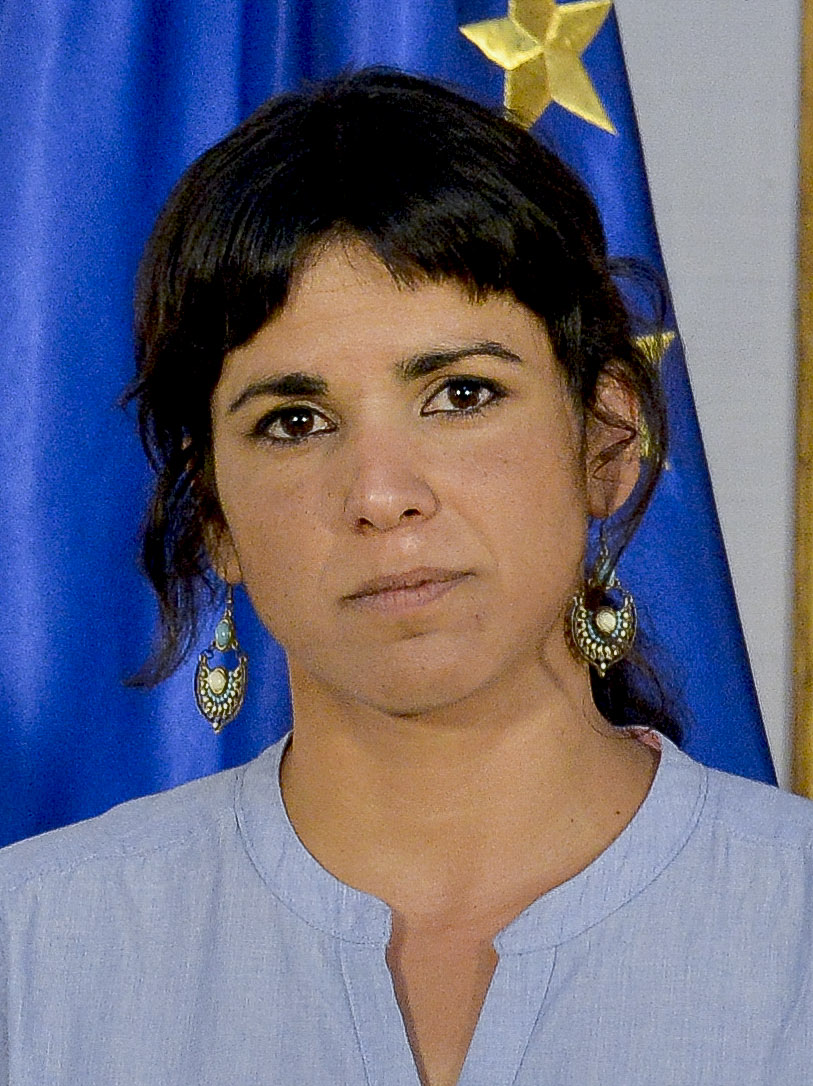
Teresa Rodríguez, candidata a la presidencia.

| Podemos     | Podemos Andalucía Equo Andalucía Candidatura Unitaria de Trabajadores | Almería   | Lucía Ayala                    |
| Podemos     | Podemos Andalucía Equo Andalucía Candidatura Unitaria de Trabajadores | Cádiz     | Teresa Rodríguez-Rubio Vázquez |
| Podemos     | Podemos Andalucía Equo Andalucía Candidatura Unitaria de Trabajadores | Córdoba   | David Moscoso                  |
| Podemos     | Podemos Andalucía Equo Andalucía Candidatura Unitaria de Trabajadores | Granada   | José Luis Serrano              |
| Podemos     | Podemos Andalucía Equo Andalucía Candidatura Unitaria de Trabajadores | Huelva    | Jesús Romero                   |
| Podemos     | Podemos Andalucía Equo Andalucía Candidatura Unitaria de Trabajadores | Jaén      | Mercedes Barranco              |
| Podemos     | Podemos Andalucía Equo Andalucía Candidatura Unitaria de Trabajadores | Málaga    | Félix Gil                      |
| Podemos     | Podemos Andalucía Equo Andalucía Candidatura Unitaria de Trabajadores | Sevilla   | Begoña Gutiérrez               |

El anticipo de las elecciones andaluzas obligó a Podemos a acelerar su proceso de constitución de sus órganos autonómicos para poder disponer de un candidato, una lista y un programa a tiempo para las elecciones. De este modo, la formación suspendió el proceso de elección de cargos internos en Andalucía para abrir el proceso de primarias para la elección de la lista electoral con la que concurrir a estas elecciones. El proceso paralizado se retomará a partir del 1 de abril. Teresa Rodríguez, eurodiputada y candidata oficialista ganó las primarias con el 80,86% de los votos, frente al 13,45% de la lista alternativa, presidida por Rocío Filpo.
Equo y la Candidatura Unitaria de Trabajadores (CUT) acordaron integrar en las listas electorales de Podemos a varios dirigentes de estas formaciones, como los dirigentes de Equo José Larios (3.º por Córdoba), Carmen Molina (4.ª por Málaga), Isabel Brito (2.ª por Huelva), Josefa Jiménez (3.ª por Jaén), Verónica Hernández (8.ª por Granada), y Mateo Quirós (8.º por Cádiz) o los de la CUT María del Carmen García (3.ª por Sevilla) y Libertad Benítez (3.ª por Cádiz).
| Ciudadanos–Partido de la Ciudadanía (Cs) |                                     |           |                    |
| Candidatura                              | Integrantes                         | Provincia | Cabeza de lista    |
| Ciudadanos–Partido de la Ciudadanía      | Ciudadanos–Partido de la Ciudadanía | Almería   | Marta Bosquet      |
| Ciudadanos–Partido de la Ciudadanía      | Ciudadanos–Partido de la Ciudadanía | Cádiz     | Sergio Romero      |
| Ciudadanos–Partido de la Ciudadanía      | Ciudadanos–Partido de la Ciudadanía | Córdoba   | Isabel Albás       |
| Ciudadanos–Partido de la Ciudadanía      | Ciudadanos–Partido de la Ciudadanía | Granada   | José Antonio Funes |
| Ciudadanos–Partido de la Ciudadanía      | Ciudadanos–Partido de la Ciudadanía | Huelva    | Julio Díaz         |
| Ciudadanos–Partido de la Ciudadanía      | Ciudadanos–Partido de la Ciudadanía | Jaén      | Andrés Blázquez    |
| Ciudadanos–Partido de la Ciudadanía      | Ciudadanos–Partido de la Ciudadanía | Málaga    | Irene Rivera       |
| Ciudadanos–Partido de la Ciudadanía      | Ciudadanos–Partido de la Ciudadanía | Sevilla   | Juan Marín         |

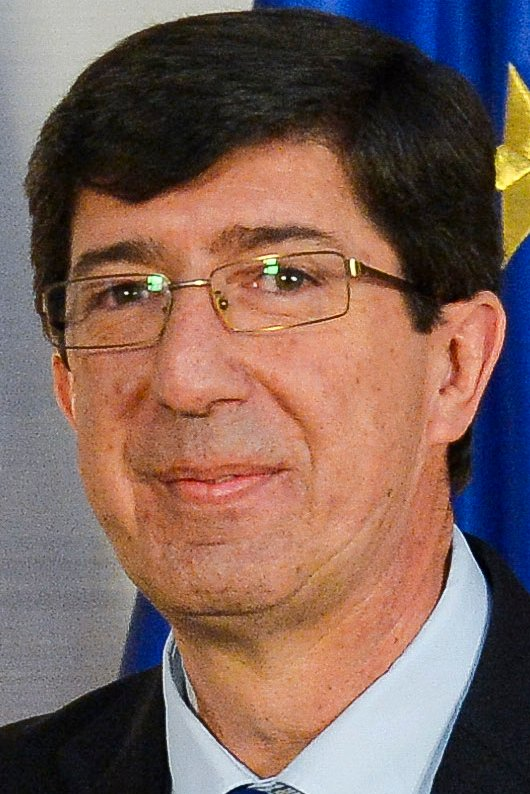
Juan Marín, candidato a la presidencia.

El Comité Ejecutivo de Ciudadanos–Partido de la Ciudadanía (Cs) abogó por participar en las elecciones andaluzas del 22 de marzo para que los andaluces pudieran "votar por el cambio", según indicó el presidente del partido, Albert Rivera, en su perfil de Twitter. Será la primera vez que este partido se presente a las elecciones andaluzas, si bien en las anteriores sí se presentó el Centro Democrático Liberal, partido integrado desde febrero de 2014 en Ciudadanos–Partido de la Ciudadanía (Cs), obteniendo 2.329 votos (0.06%).
El candidato de Ciudadanos (Cs) a la Presidencia de la Junta de Andalucía, así como también las personas que ocupan los primeros puestos de la lista electoral del partido, fueron escogidos en unas elecciones primarias, las cuales se celebraron el viernes 6 de febrero.
| Unión Progreso y Democracia (UPyD) |                             |           |                      |
| Candidatura                        | Integrantes                 | Provincia | Cabeza de lista      |
| Unión Progreso y Democracia        | Unión Progreso y Democracia | Almería   | Desiderio Enciso     |
| Unión Progreso y Democracia        | Unión Progreso y Democracia | Cádiz     | Sergio Ocaña         |
| Unión Progreso y Democracia        | Unión Progreso y Democracia | Córdoba   | Rosario de la Haba   |
| Unión Progreso y Democracia        | Unión Progreso y Democracia | Granada   | Paloma Medina        |
| Unión Progreso y Democracia        | Unión Progreso y Democracia | Huelva    | Patricia Pelegrín    |
| Unión Progreso y Democracia        | Unión Progreso y Democracia | Jaén      | Miguel Ángel Garrido |
| Unión Progreso y Democracia        | Unión Progreso y Democracia | Málaga    | Martín de la Herrán  |
| Unión Progreso y Democracia        | Unión Progreso y Democracia | Sevilla   | Carlos Márquez       |

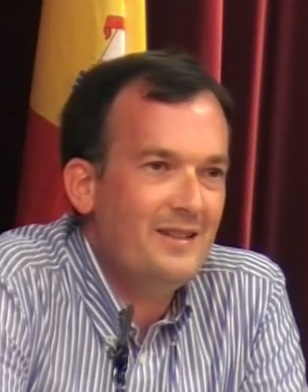
Martín de la Herrán, candidato a la presidencia.

UPyD ya se presentó a las elecciones autonómicas de 2012 obteniendo 129.800 votos, el 3,35% del total, quedando a solo 3.000 votos de obtener representación en Málaga. En las elecciones europeas de 2014 obtuvo en la Comunidad el 7,15% de los votos, llegando a los 191.100.
Martín de la Herrán, candidato de UPyD a la Presidencia de la Junta de Andalucía, fue elegido por los afiliados y simpatizantes en elecciones primarias el 29 de noviembre de 2014. Los cabezas de lista del resto de provincias fueron también elegidos en primarias sin necesidad de avales el 7 de febrero de 2015.

### Otras candidaturas
Las candidaturas de los partidos políticos y coaliciones sin representación en el Parlamento de Andalucía ni otros parlamentos que reunieron las firmas del 1% de los inscritos en el censo electoral de Andalucía, quedando proclamadas por la Junta Electoral de Andalucía fueron:
- Cámbialo: Manuel Emilio Ruiz Álvarez.

Esta candidatura únicamente se presenta por la provincia de Huelva.
- Ciudadanos Libres Unidos (CILUS): Alfonso González Gallego.

Esta candidatura se presenta en cinco provincias, Almería, Cádiz, Jaén, Málaga y Sevilla.
- Escaños en Blanco (EB): María del Carmen Carmona Delgado (Córdoba) y Francisco Javier Pascial Ortolá (Granada).

Esta candidatura solo se presenta en las provincias de Córdoba y Granada.
- Falange Española de las JONS (FE de las JONS): Nemesio Romero Estévez.

En un comunicado emitido por la delegación andaluza del partido, la formación nacionalsindicalista se presentará candidata al Parlamento Andaluz con el objetivo de ser la «alternativa a tanto despropósito» en referencia al «paro, la corrupción y atraso económico del gobierno PSOE-IU», al tiempo que proclama que la solución «no puede ser ni el neoliberalismo egoísta e hipócrita del PP, ni el marxismo-leninismo populista de Podemos» ni tampoco «otros movimientos en auge pero sin ideas ni verdaderos valores (...) que se presentan como tercera vía y que sólo aspiran a perpetuar el desastre del régimen autonómico del 78».
Esta candidatura se presenta en las 8 provincias andaluzas.
- Local y global (L.Y.G.): José Guillermo Chacón Montes.

Esta candidatura se presenta por la provincia de Sevilla.
- Neodemócratas: David Ingelmo Rodríguez.

Esta candidatura se presenta por la provincia de Málaga.
- Partido Andalucista: Antonio Jesús Ruiz.

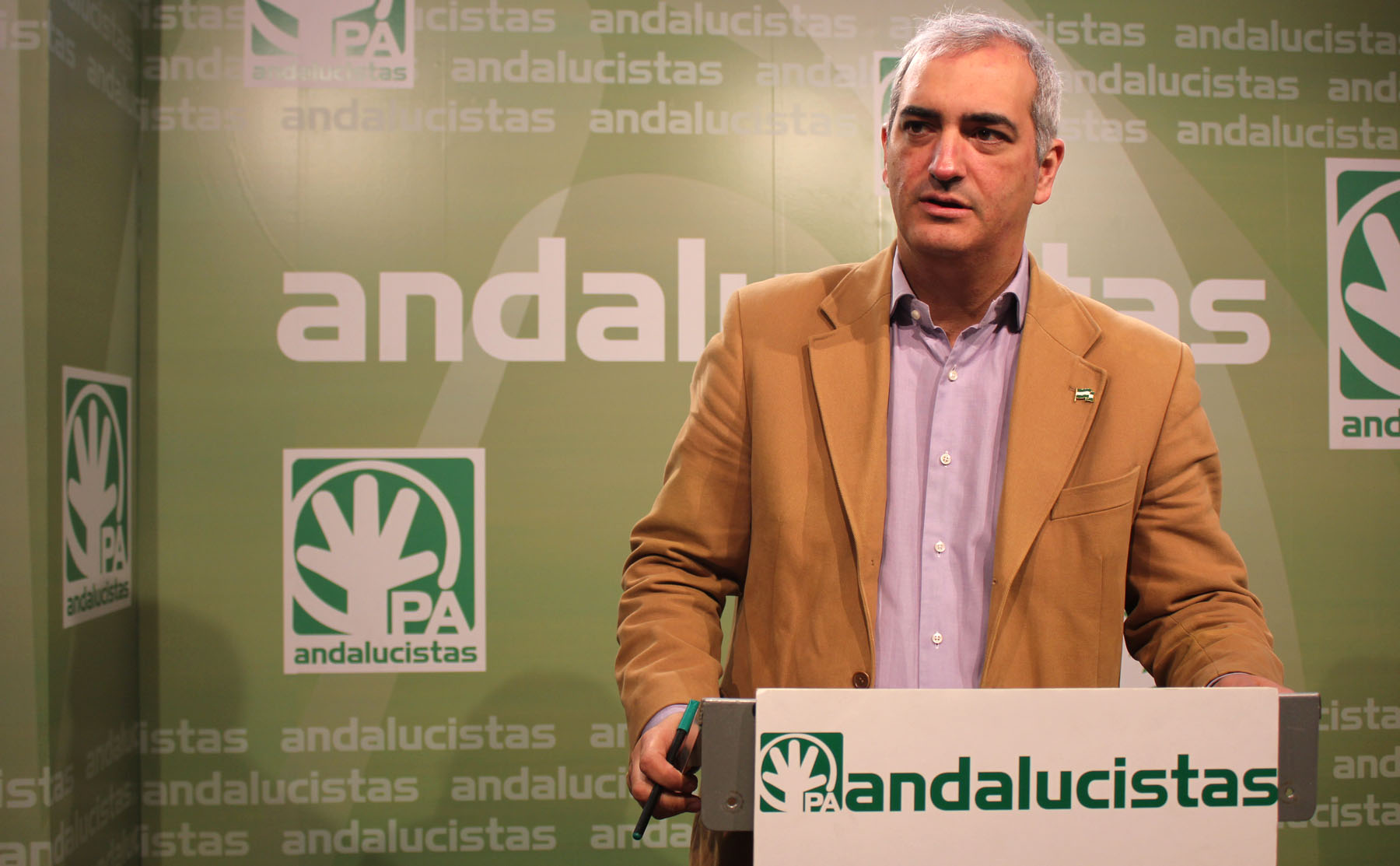
Antonio Jesús Ruiz.

La formación, que según su programa representa al único partido de ámbito exclusivamente andaluz con aspiraciones a conseguir la representación parlamentaria, abandonaron el Parlamento andaluz tras los comicios de 2008 al perdier sus cinco representantes. El PA participó del Gobierno de la Junta entre 1996 y 2004, cuando Antonio Ortega y Pepe Núñez gestionaron las carteras de Relaciones con el Parlamento y de Turismo y Deporte.
El líder andalucista ha recordado que "el Partido Andalucista es el único que tiene en pleno trámite parlamentario un proyecto de renta básica para los andaluces, cosido a un plan de empleo para lograr que lo antes posible el empleo ofrezca síntomas de recuperación en nuestra tierra".
Esta candidatura se presenta en las 8 provincias andaluzas.
- Partido Animalista Contra el Maltrato Animal (PACMA): Francisco Javier Sanabria Moya.

Esta candidatura se presenta en las 8 provincias andaluzas.
- Partido Bienestar de la Gente (PBG): José Manuel Motos Galera.

Esta candidatura se presenta por la provincia de Granada.
- Partido Comunista de los Pueblos de España (PCPE): José Martínez León.

Según un comunicado publicado en su web el 27 de enero, el partido concurrirá a las elecciones en las 8 provincias «a pesar del boicot y del silencio mediático al que les tienen sometido los medios de comunicación», llevando un «mensaje claro al pueblo andaluz, de que ni somos "gente" ni "ciudadanos"» sino que «serán la voz del pueblo andaluz trabajador, que tanto quieren velar las distintas expresiones del oportunismo y reformistas del sistema» pues es «la clase obrera y los sectores populares, la que diariamente se enfrenta a la Andalucía que el PSOE lleva construyendo desde 1978.»
Esta candidatura se presenta en las 8 provincias andaluzas.
- Partido Regionalista por Andalucía Oriental (PRAO): Miguel Ángel Rus Casado.

Esta candidatura se presenta por la provincia de Jaén.
- Partido Republicano Independiente Solidario Andaluz (RISA): Antonio Ángel Pérez Rodríguez.

Esta candidatura se presenta por la provincia de Jaén.
- Partido del Trabajo y la Justicia (PTJ): Blas Manuel Soriano González.

Esta candidatura se presenta por la provincia de Córdoba.
- Por un Mundo Más Justo (PUM+J):

Esta candidatura se presenta únicamente en tres provincias, Cádiz, Córdoba y Granada.
- Pueblo Nacionalista de Andalusí (PNdA): Francisco Fuentes Sier.

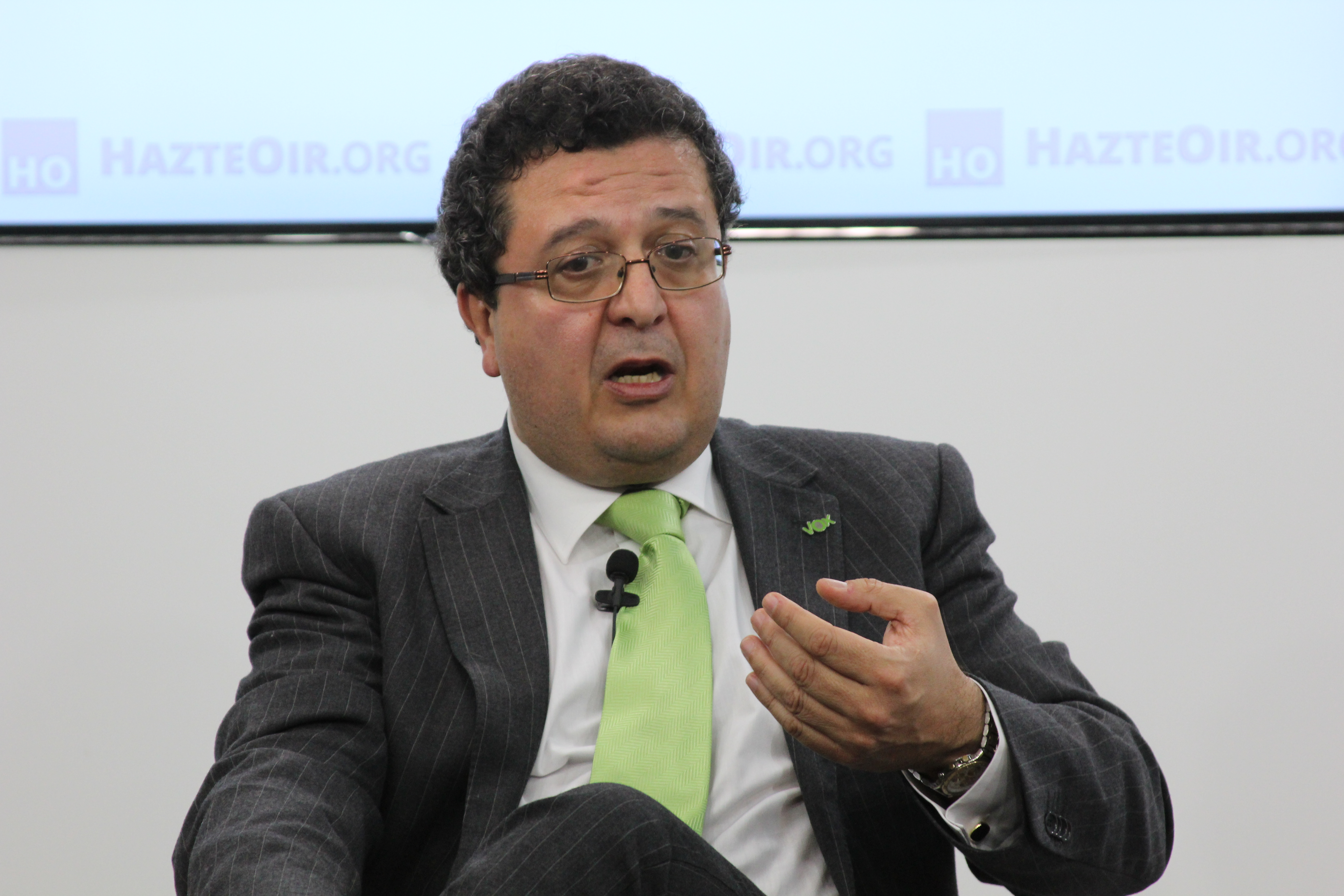
Francisco Serrano en 2015

Esta candidatura se presenta por la provincia de Sevilla.
- Recortes Cero: Francisco Javier Arias Carmon.

Esta candidatura se presenta en las 8 provincias andaluzas.
- Socialistas y Republicanos (SYR): José María Ollero Centeno.

La candidatura está formada por una coalición de varios partidos (POSI, ISA y ASIAZ) y personas independientes
Esta candidatura se presenta por la provincia de Sevilla.
- Vox: Francisco Serrano[54]

El candidato fue elegido tras un proceso de primarias.
Esta candidatura se presenta en las 8 provincias andaluzas.

## Campaña electoral

### Lemas de campaña
- Partido Popular Andaluz: Contigo por Andalucía.
- Partido Socialista Obrero Español de Andalucía: Andalucía tiene mucho que decir.
- Izquierda Unida Los Verdes-Convocatoria por Andalucía: Transformar Andalucía.
- Podemos: El cambio empieza por Andalucía.
- Ciudadanos–Partido de la Ciudadanía: Cambiar Andalucía está en tus manos.
- Unión Progreso y Democracia: Gente como tú levanta Andalucía.
- Ciudadanos Libres Unidos: Por una Andalucía de los ciudadanos.
- Falange Española de las JONS: Por Andalucía, por España, por ti.
- Partido Andalucista: Defiende Andalucía.
- Partido Animalista Contra el Maltrato Animal: Andalucía sin maltrato animal.
- Partido Comunista de los Pueblos de España: Comunistas, la voz de la clase obrera andaluza.
- Vox: Somos diferentes, somos la derecha.
- Escaños en Blanco: Manda a un político a su casa

### Aspectos relevantes de la campaña
La cadena pública andaluza recibió críticas por el tratamiento que dio a los diferentes partidos políticos que se presentaron a las elecciones, aunque la principal crítica fue acerca del “excesivo protagonismo” que se concedió a Susana Díaz desde el día en que esta anunció la fecha de las elecciones. Un ejemplo que se usó para verificar este hecho fue que desde el 27 de enero hasta el 28 de febrero, los informativos de esta televisión pública dedicaron 3 horas, 22 minutos y 8 segundos a hablar del PSOE y de la presidenta de la Junta, frente a las 2 horas, 10 minutos y 37 segundos que emplearon para informar de los populares, que fueron la opción política más votada en 2012, según se recoge en un informe del PP.

### Debates electorales

#### Polémicas entre Canal Sur y RTVE
A finales del mes de febrero Radiotelevisión española anunció su intención de celebrar un cara a cara en día 9 de marzo con la presencia confirmada del representante del Partido Popular aunque no del Partido Socialista. La presentación de este debate tuvo lugar un día antes de que Radio y Televisión de Andalucía debatiera la propuesta presentada por Canal Sur para un debate a tres en la misma fecha.
Esta decisión de Radiotelevisión española fue recurrida por el Consejo de administración de Radio y Televisión de Andalucía, donde el Partido Socialista tenía mayoría de miembros aduciendo que el reparto de espacio electoral era competencia de la Junta electoral de Andalucía y de la Comisión de Control de Radio y Televisión, que ya había desechado la posibilidad de celebrar un debate con únicamente dos candidatos.
Después de que los dos principales partidos implicados en el debate se acusaran mutuamente de utilizar las televisiones públicas en beneficio propio finalmente tanto Radiotelevisión española como Radio y Televisión de Andalucía acordaron un calendario de debates con un primer debate a tres en Canal Sur televisión el día 9 de marzo, un debate a siete el día siguiente en la misma cadena y por último otro debate a tres en Televisión española el día 16 de marzo.

#### Debate a tres en Canal Sur
El primer debate electoral tuvo lugar el día 9 de marzo en Canal Sur Televisión con la presencia de los candidatos a la presidencia de la Junta de Andalucía de los tres partidos con representación en el Parlamento, Juan Manuel Moreno Bonilla del Partido Popular, Susana Díaz Pacheco del Partido Socialista y Antonio Maíllo Cañadas de Izquierda Unida. El debate comenzó a las 21:30 horas y contó con la periodista Mabel Mata como moderadora. En las negociaciones previas al debate se había dividido éste en tres bloques de discusión, "Economía y empleo", "Transparencia" y "Servicios sociales", al tiempo que se había establecido que los turnos de intervención tuvieran lugar atendiendo al número de escaños de cada uno de los partidos en el Parlamento, comenzando por tanto el representante del Partido Popular.
Según resaltaron los principales medios de comunicación el debate a tres se centró en los reproches mutuos entre los candidatos de Partido Popular y Partido Socialista sobre las cifras de desempleo de la comunidad y la responsabilidad del gobierno autonómico y central en ellas, y principalmente en los casos de corrupción de ambos partidos. El candidato de Izquierda Unida por su parte se presentó en el debate como el único candidato honrado al tiempo que solicitaba el voto de los indecisos.
 Tras finalizar el debate los tres partidos declararon en rueda de prensa su satisfacción por el resultado y se mostraron ganadores, Partido Popular e Izquierda Unida a través de sus portavoces y Partido Socialista a través de la propia presidenta.
El debate, que tuvo finalmente una duración de 1 hora y 45 minutos, obtuvo una cuota de pantalla de 10,7% y un máximo de 514 000 televidentes a las 22:33 horas superando al debate a dos que tuvo lugar antes de las elecciones de 2012 entre los candidatos del Partido Socialista, José Antonio Griñán, y el de Izquierda Unida, Diego Valderas.

#### Debate a siete en Canal Sur
El día 10 de marzo Canal Sur televisión organizó un segundo debate electoral con los candidatos a la Junta de Andalucía: Antonio Maíllo de Izquierda Unida; Martín de la Herrán de Unión Progreso y Democracia; Juan Marín de Ciudadanos; Antonio Jesús Ruiz del Partido Andalucista; y los portavoces Carlos Rojas García, cabeza de lista por Granada del Partido Popular; Mario Jiménez, cabeza de lista por Huelva del Partido Socialista; y Jesús Rodríguez González el número dos por Cádiz de Podemos.
El debate a siete comenzó a las 21:30 horas con la moderación del periodista Rafael Fernández y estuvo dividido en seis bloques "paro", "corrupción", "transparencia y participación ciudadana", "sanidad y dependencia", "educación y desigualdad social" y "vivienda" con intervenciones de 1 minuto y un total de 12 para cada candidato. Los turnos de intervención se establecieron atendiendo al número de votos de los partidos en las últimas elecciones autonómicas y en el caso de aquello partidos que no concurrieron a ellas con el voto de las últimas elecciones europeas. Diversos medios de comunicación pusieron de manifiesto la dificultad de mantener un debate con tantos candidatos y con continuos cambios de turno. El debate obtuvo una cuota de pantalla del 4% y una audiencia media de 150 000 espectadores.

#### Debate a tres en TVE
El lunes 16 de marzo los candidatos del Partido Popular, Juan Manuel Moreno Bonilla, del Partido Socialista, Susana Díaz Pacheco, y de Izquierda Unida, Antonio Maíllo participaron en un segundo debate electoral "a tres" en TVE similar al anterior y dividido como éste en tres bloques: "Economía y empleo", "Confianza en la vida pública, regeneración democrática, participación ciudadana y transparencia" y "Políticas sociales, vivienda, sanidad y educación". El debate fue moderado por la periodista María Casado Paredes y tuvo lugar en la sede de RTVE de Sevilla retransmitiéndose a partir de las 22:00 horas por La 1, La 1 HD y Radio 5 en desconexión autonómica para Andalucía y por el Canal 24 horas y RTVE.es para todo el territorio donde llega la señal.
Según destacaron varios medios de comunicación este debate tuvo un tono mucho más alto que los precedentes, especialmente entre los candidatos del Partido Popular y el Partido Socialista. Los reproches y acusaciones entre los debatientes tuvieron como principales argumentos los casos de corrupción de los partidos y los recortes en las políticas sociales de los gobiernos autonómicos y central como había venido ocurriendo durante toda la campaña electoral. Este debate electoral superó en televidentes al celebrado una semana antes en Canal Sur. Obtuvo una cuota de pantalla del 14% con una media de 540.000 televidentes (493.000 en La 1 y 47.000 en el Canal 24 Horas) y donde un total de 1.506.000 televidentes vieron en algún momento de la noche la retransmisión.

## Encuestas

### Intención de voto
| Sondeo                                       | Sondeo     |       |       |       |      |      |      |   | Otros | En blanco |
| 2011                                         |            |       |       |       |      |      |      |   |       |           |
| Elecciones al Parlamento 25 de marzo de 2012 | Porcentaje | 40,66 | 39,52 | 11,34 | -    | 3,35 | 2,50 | - | -     | 0,91      |
| Elecciones al Parlamento 25 de marzo de 2012 | Escaños    | 50    | 47    | 12    | -    | 0    | 0    | - | -     | -         |
| 2012                                         |            |       |       |       |      |      |      |   |       |           |
| CADPEA verano 2012                           | Porcentaje | 37,62 | 39,76 | 12,73 | -    | 4,06 | 2,26 | - | 2,63  | 0,93      |
| CADPEA verano 2012                           | Escaños    | 41    | 44    | 14    | -    | 4    | 3    | - | 3     | -         |
| 2013                                         |            |       |       |       |      |      |      |   |       |           |
| PSOE-A agosto de 2013                        | Porcentaje | 27-28 | 35    | 18-20 | -    | 6    | -    | - | -     | -         |
| PSOE-A agosto de 2013                        | Escaños    | 35    | 44    | 23    | -    | 4    | -    | - | -     | -         |
| 2014                                         |            |       |       |       |      |      |      |   |       |           |
| CADPEA invierno 2014                         | Porcentaje | 31,1  | 36,7  | 15,5  | -    | 7,4  | 3,0  | - | 4,1   | 2,2       |
| CADPEA invierno 2014                         | Escaños    | 35    | 42    | 17    | -    | 8    | 3    | - | 4     | -         |
| CADPEA verano 2014                           | Porcentaje | 36,17 | 36,87 | 10    | 6,56 | 5,01 | 2,29 | - | 1,52  | 1,57      |
| CADPEA verano 2014                           | Escaños    | 40    | 42    | 11    | 7    | 5    | 2    | - | 2     | -         |
| Grupo Joly diciembre de 2014                 | Porcentaje | 24,9  | 30,9  | 12,8  | 17,4 | 4,8  | -    | - | 3,8   | 5,4       |
| Grupo Joly diciembre de 2014                 | Escaños    | 29    | 37    | 14    | 20   | 5    | -    | - | 4     | -         |

| Sondeo                               | Encuestadora             | -          |           |       |           |       |           |           |       | Otros | En blanco |
| La Sexta enero de 2015               | Invymark                 | Porcentaje | 29,4      | 39,6  | 8,7       | 15,2  | 3         | 2,3       | -     | -     | -         |
| La Sexta enero de 2015               | Invymark                 | Escaños    | 33        | 44    | 9         | 17    | 3         | 3         | -     | -     | -         |
| El Español enero de 2015             | Jaime Miquel y Asociados | Porcentaje | 27,8      | 30,6  | 9,7       | 18,9  | -         | -         | -     | -     | -         |
| El Español enero de 2015             | Jaime Miquel y Asociados | Escaños    | 36-37     | 40    | 10        | 22    | 1         | -         | -     | -     | -         |
| El Mundo enero de 2015               | Sigma Dos                | Porcentaje | 30,2      | 34,7  | 8,2       | 15,6  | 3,5       | -         | 3,4   | -     | 4,4       |
| El Mundo enero de 2015               | Sigma Dos                | Escaños    | 39-42     | 43-45 | 5-7       | 17-19 | 0-1       | -         | -     | -     | -         |
| ABC febrero de 2015                  | GAD3                     | Porcentaje | 32,7      | 36,4  | 7,1       | 13,5  | 2,3       | 1,9       | 4,4   | 0,5   | 1,2       |
| ABC febrero de 2015                  | GAD3                     | Escaños    | 39-42     | 43-46 | 7-9       | 15-17 | -         | -         | -     | -     | -         |
| CADPEA invierno 2015                 | CADPEA                   | Porcentaje | 29,1      | 35,2  | 8,4       | 14,9  | 3,1       | 2,4       | 4,6   | 1     | 1,4       |
| CADPEA invierno 2015                 | CADPEA                   | Escaños    | -         | -     | -         | -     | -         | -         | -     | -     | -         |
| AIED febrero de 2015                 | AIED                     | Porcentaje | 22,16     | 30,77 | 8,44      | 19    | 6,11      | 3,17      | 2,96  | -     | 5,06      |
| AIED febrero de 2015                 | AIED                     | Escaños    | 26-28     | 39-43 | 9-11      | 19-23 | 2-5       | 0-1       | -     | -     | -         |
| Diario Jaén febrero de 2015          | Celeste-Tel              | Porcentaje | 27,4      | 36,7  | 7,4       | 14,7  | 2,6       | 3,1       | 6,1   | 0,8   | 1,2       |
| Diario Jaén febrero de 2015          | Celeste-Tel              | Escaños    | 35        | 48    | 6         | 17    | -         | -         | 3     | -     | -         |
| ABC febrero de 2015                  | IMC                      | Porcentaje | 30,7      | 37,8  | 4,7       | 12    | 2,4       | 1,1       | 5     | 9,8%  | 9,8%      |
| ABC febrero de 2015                  | IMC                      | Escaños    | 39-42     | 44-48 | 3-5       | 12-14 | -         | -         | 3-5   | -     | -         |
| El País marzo de 2015                | Metroscopia              | Porcentaje | 22,7      | 34,6  | 6,8       | 16,7  | 2,8       | -         | 11    | 4,3   | -         |
| El País marzo de 2015                | Metroscopia              | Escaños    | 27-31     | 40-44 | 5-9       | 18-22 | -         | -         | 8-12  | -     | -         |
| CIS marzo de 2015                    | CIS                      | Porcentaje | 25,7      | 34,7  | 6,6       | 19,2  | 2,3       | 1,2       | 6,4   | 0,8   | 3,1       |
| CIS marzo de 2015                    | CIS                      | Escaños    | 34        | 44    | 4-5       | 21-22 | -         | -         | 5     | -     | -         |
| Grupo Joly marzo de 2015             | Commentia                | Porcentaje | 30,7      | 35,9  | 4,1       | 19,4  | 1,2       | -         | 5,6   | 1,2   | 1,9       |
| Grupo Joly marzo de 2015             | Commentia                | Escaños    | 36-39     | 41-46 | 3         | 18-21 | -         | -         | 5-8   | -     | -         |
| La Sexta marzo de 2015               | Invymark                 | Porcentaje | 29,9      | 36,7  | 6         | 14,5  | 2,1       | 2         | 7,1   | 1,7   | -         |
| La Sexta marzo de 2015               | Invymark                 | Escaños    | -         | -     | -         | -     | -         | -         | -     | -     | -         |
| El Correo de Andalucía marzo de 2015 | Deimos Estadística       | Porcentaje | 25,7      | 33,4  | 6,1       | 22,3  | 1,5       | 1,5       | 7,8   | 1,8   | -         |
| El Correo de Andalucía marzo de 2015 | Deimos Estadística       | Escaños    | 33        | 40    | 4         | 25    | -         | -         | 7     | 0     | -         |
| La Razón marzo de 2015               | NC Report                | Porcentaje | 28,2      | 33,1  | 7,2       | 14,3  | 2,5       | 2,8       | 10,1  | 1,0   | 0,7       |
| La Razón marzo de 2015               | NC Report                | Escaños    | sin datos | 44-46 | sin datos | 14-16 | sin datos | sin datos | 8-10  | -     | -         |
| Cadena SER marzo de 2015             | MyWOrd                   | Porcentaje | 22,3      | 33,6  | 6,2       | 19,9  | 2         | 1,4       | 10,7  | 1,4   | 2,5       |
| Cadena SER marzo de 2015             | MyWOrd                   | Escaños    | 26-27     | 42    | 6-7       | 24-25 | -         | -         | 9-10  | -     | -         |
| ABC marzo de 2015                    | GAD3                     | Porcentaje | 28,4      | 32,4  | 7,1       | 15,5  | 1,3       | 1,6       | 10,9  | 0,8   | 2,0       |
| ABC marzo de 2015                    | GAD3                     | Escaños    | 34-38     | 40-44 | 5-7       | 15-18 | -         | -         | 8-9   | -     | -         |
| El Mundo marzo de 2015               | Sigma Dos                | Porcentaje | 26,8      | 33,1  | 6,8       | 15,2  | 2         | -         | 11,4  | 4,7   | -         |
| El Mundo marzo de 2015               | Sigma Dos                | Escaños    | 33-36     | 41-44 | 4         | 16-18 | -         | -         | 11-12 | -     | -         |
| Día de las elecciones                |                          |            |           |       |           |       |           |           |       |       |           |
| Canal Sur 22 de marzo de 2015        | TNS Demoscopia           | Porcentaje | 26,9      | 33,1  | 7,3       | 17,5  |           |           | 8,0   |       |           |
| Canal Sur 22 de marzo de 2015        | TNS Demoscopia           | Escaños    | 32-35     | 41-44 | 6-7       | 19-22 | -         | -         | 6-7   | -     | -         |
| ABC 22 de marzo de 2015              | GAD3                     | Porcentaje | 27,3      | 33,7  | 7,5       | 15,9  | 1,7       | 1,3       | 9,4   | 0,9   | 2,3       |
| ABC 22 de marzo de 2015              | GAD3                     | Escaños    | 33-38     | 39-44 | 5-6       | 16-20 | -         | -         | 7-10  | -     | -         |
| Resultados finales                   |                          |            |           |       |           |       |           |           |       |       |           |
| -                                    | -                        | Porcentaje | 26,8      | 35,4  | 6,9       | 14,8  | 1,9       | 1,5       | 9,3   |       | 1,4       |
| -                                    | -                        | Escaños    | 33        | 47    | 5         | 15    | -         | -         | 9     | -     | -         |

### Valoración de candidatos
| Sondeo                      |                       |                    |                |                  |                     |                    |            |                   |       |      |
| Susana Díaz                 | Juan Manuel Moreno    | Juan Ignacio Zoido | Antonio Maíllo | Teresa Rodríguez | Martín de la Herrán | Antonio Jesús Ruiz | Juan Marín | Esteban de Manuel |       |      |
| 2014                        |                       |                    |                |                  |                     |                    |            |                   |       |      |
| CADPEA invierno 2014        | Valoración (sobre 10) | 5                  | -              | 3,6              | 4,1                 | -                  | 3,4        | 3,9               | -     | 3,6  |
| CADPEA invierno 2014        | Conocimiento          | 83,0%              | -              | 61,6%            | 25,1%               | -                  | 4,7%       | 7,4%              | -     | 2,6% |
| CADPEA verano 2014          | Valoración (sobre 10) | 5,4                | 3,62           | -                | 4,1                 | -                  | 3,38       | 3,81              | -     | 3,71 |
| CADPEA verano 2014          | Conocimiento          | 82,4%              | 34,2%          | -                | 26,6%               | -                  | 4,7%       | 7,1%              | -     | 3,1% |
| 2015                        |                       |                    |                |                  |                     |                    |            |                   |       |      |
| La Sexta enero de 2015      | Valoración (sobre 10) | 5,02               | 3,40           | -                | 3,91                | 3,53               | -          | 3,32              | -     | -    |
| La Sexta enero de 2015      | Conocimiento          | -                  | -              | -                | -                   | -                  | -          | -                 | -     | -    |
| El Mundo enero de 2015      | Valoración (sobre 10) | 5,32               | 4              | -                | 3,94                | 3,64               | 3,77       | -                 | -     | -    |
| El Mundo enero de 2015      | Conocimiento          | 89,4%              | 68,9%          | -                | 67%                 | 58,3%              | 45,8%      | -                 | -     | -    |
| CADPEA invierno 2015        | Valoración (sobre 10) | 5                  | 3,7            | -                | 3,9                 | -                  | 3,8        | 3,4               | -     | 3,7  |
| CADPEA invierno 2015        | Conocimiento          | 83,6%              | 45,6%          | -                | 36%                 | -                  | 4,4%       | 7%                | -     | 3,4% |
| AIED febrero de 2015        | Valoración (sobre 10) | 5,1                | 3,7            | -                | 3,9                 | 4,4                | 4,5        | 3,7               | 3,6   | -    |
| AIED febrero de 2015        | Conocimiento          | 93,6%              | 56,2%          | -                | 31,4%               | 19,4%              | 8,2%       | 8%                | 3,8%  | -    |
| Diario Jaén febrero de 2015 | Valoración (sobre 10) | 5,54               | 3,71           | -                | 3,81                | 3,17               | 3,81       | 4,36              | 3,17  | -    |
| Diario Jaén febrero de 2015 | Conocimiento          | -                  | -              | -                | -                   | -                  | -          | -                 | -     | -    |
| ABC febrero de 2015         | Valoración (sobre 10) | 5,0                | 3,6            | -                | 3,4                 | 2,9                | 3,2        | 3,1               | -     | -    |
| ABC febrero de 2015         | Conocimiento          | 95,5%              | 67,6%          | -                | 56,6%               | 42,5%              | 28,2%      | 33,3%             | -     | -    |
| La Sexta marzo de 2015      | Valoración (sobre 10) | 4,75               | 3,53           | -                | 3,82                | 3,24               | -          | 3,03              | 3,90  | -    |
| La Sexta marzo de 2015      | Conocimiento          | -                  | -              | -                | -                   | -                  | -          | -                 | -     | -    |
| El Mundo marzo de 2015      | Valoración (sobre 10) | 5,02               | 4,07           | -                | 4,15                | 3,61               | 3,64       | -                 | 4,47  | -    |
| El Mundo marzo de 2015      | Conocimiento          | 89,1%              | 74,7%          | -                | 69,2%               | 64,6%              | 48,4%      | -                 | 53,3% | -    |
| ABC marzo de 2015           | Valoración (sobre 10) | 4.5                | 3,8            | -                | 3,5                 | 2,8                | -          | -                 | 4,2   | -    |
| ABC marzo de 2015           | Conocimiento          | 98,4%              | 85,2%          | -                | 79,0%               | 78,9%              | -          | -                 | 68,3% | -    |

## Jornada electoral

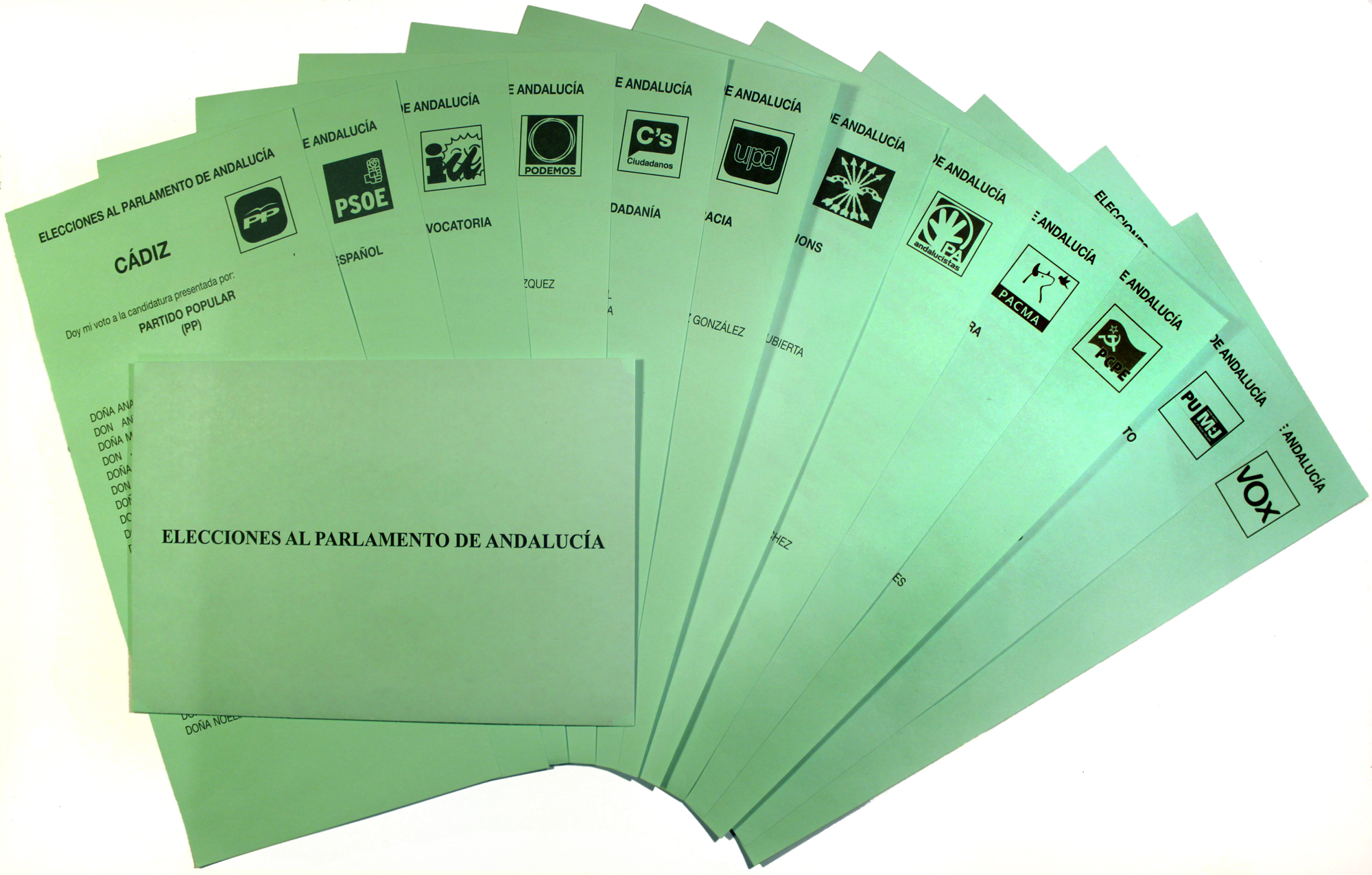
Papeletas electorales de la circunscripción de Cádiz y sobre de votación.

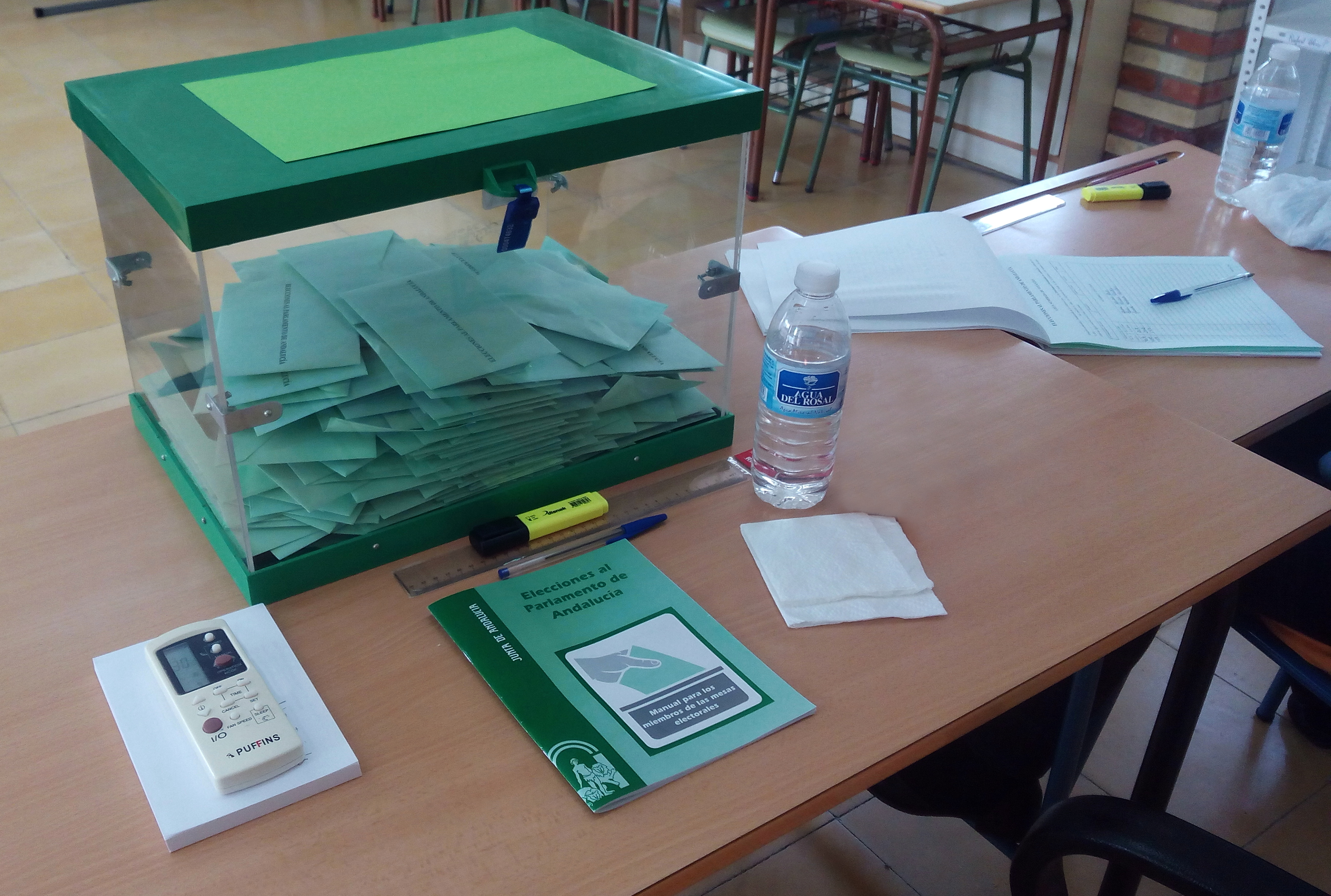
Urna electoral en Montalbán de Córdoba.

La jornada electoral comenzó en los 3.835 colegios electorales de Andalucía a las 8:00 de la mañana con la constitución de las 9.873 mesas electorales en sus sedes por parte de los presidentes de mesa, vocales y suplentes, la presentación de los interventores de los partidos políticos y la constatación de la presencia de todos los elementos necesarios para la votación. Tras levantarse el acta de constitución de mesa a las 8:30 horas los colegios electorales se abrieron a las 9:00 de la mañana para que los ciudadanos inscritos en ellos pudieran votar. Los colegios permanecieron abiertos durante toda la jornada electoral contando en todo momento con la presencia de, al menos, dos de los miembros de la mesa.
Las votaciones terminaron a las 20:00 horas con el cierre del colegio electoral, la introducción en las urnas de los votos remitidos por correo y la votación por parte de los miembros de la mesa electoral y de los interventores. A continuación tuvo lugar el escrutinio de los votos con la presencia de todos los miembros de la mesa electoral leyendo y mostrando cada uno de los votos a vocales, interventores y apoderados. Tras finalizar éste se destruyeron las papeletas de voto, salvo aquellas declaradas nulas y se anunció públicamente el resultado de la votación. Finalmente se levantó el acta de escrutinio con los resultados y las actas de la sesión que se entregaron en el juzgado de primera instancia y en la oficina de correos que correspondía.

### Participación
A lo largo de la jornada se dieron a conocer los datos de participación en las elecciones en dos ocasiones, así como la participación final.
|  | 33,94 % |

|  | 29,29 % |

|  | 51,41 % |

|  | 47,21 % |

|  | 62,30 % |

|  | 60,78 % |

### Encuestas

#### Sondeos a pie de urna
| Sondeo                        |         |       |       |       |     |     |
| Canal Sur 22 de marzo de 2015 | Escaños | 41-44 | 32-35 | 19-22 | 6-7 | 6-7 |

#### Seguimiento
A las 20:00 horas, hora de cierre de los colegios electorales y concluida la prohibición de publicar encuestas en la recta final de la campaña, ABC publicó un sondeo elaborado por GAD3 que resultó ser el que más se ajustó al resultado final. Este tracking medía la intención electoral de los andaluces, basada en 2.400 entrevistas telefónicas realizadas a lo largo de la campaña.
| Sondeo                       | Sondeo     |       |       |       |      |     |     |     | Otros | En blanco |
| ABC-GAD3 22 de marzo de 2015 | Porcentaje | 33,7  | 27,3  | 15,9  | 9,4  | 7,5 | 1,7 | 1,3 | 0,9   | 2,3       |
|                              | Escaños    | 39-44 | 33-38 | 16-20 | 7-10 | 5-6 | -   | -   | -     | -         |

### Escrutinio
De las 24 candidaturas presentadas, 5 de ellas obtuvieron representación. La lista más votada fue la del Partido Socialista Obrero Español de Andalucía con el Partido Popular Andaluz en segunda posición. En estas elecciones han entrado dos nuevos partidos (Podemos y Ciudadanos–Partido de la Ciudadanía), mientras que el otro de partido que ya tenía representación (Izquierda Unida Los Verdes-Convocatoria por Andalucía) ha disminuido el número de diputados.

#### Resultado autonómico
|  | 62,30 % |

|  | 37,70 % |

|  | 35,41 % |

|  | 26,74 % |

|  | 14,86 % |

|  | 9,28 % |

|  | 6,89 % |

|  | 1,93 % |

|  | 1,52 % |

|  | 0,80 % |

|  | 0,46 % |

|  | 0,28 % |

|  | 0,12 % |

|  | 0,09 % |

|  | 0,09 % |

|  | 0,05 % |

|  | 0,03 % |

|  | 0,01 % |

|  | 0,01 % |

|  | 0,01 % |

|  | 0,01 % |

|  | 0,01 % |

|  | 0,01 % |

|  | 0,01 % |

|  | 0,00 % |

|  | 0,00 % |

|  | 97,54 % |

|  | 1,38 % |

|  | 98,92 % |

|  | 1,02 % |

##### Resultados del CERA
Ejerció su derecho a voto un 3,8% del censo CERA. Los resultados fueron: Podemos logró 2.127 sufragios, el 29,9% del total de votos válidos, el PSOE 1.956, el 27,5%, el PP 1.233, el 17,3%, Ciudadanos 629, el 8,9% e IU 540, el 7,6%. En los resultados por provincias, Podemos se impuso en Cádiz, Huelva, Jaén y Sevilla, mientras que el PSOE lo hizo en Almería, Córdoba, Granada y Málaga.

#### Resultados por provincias

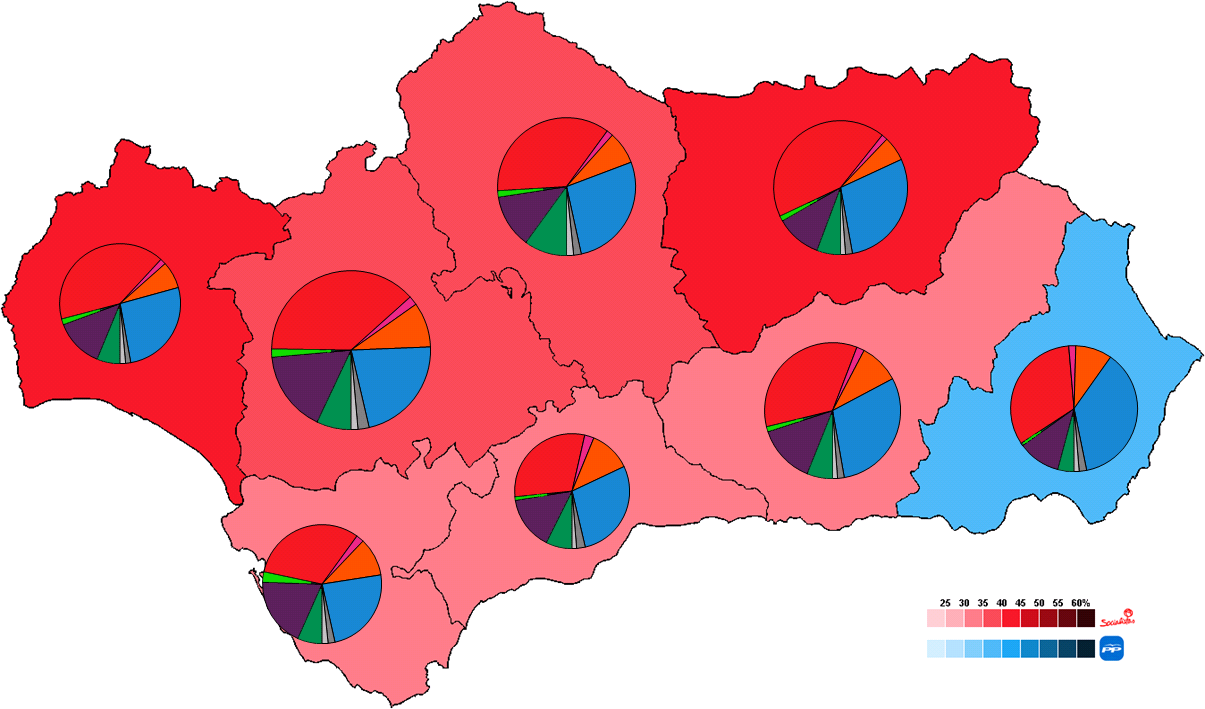
Resultados por provincia.

| Provincia |    |    |    |   |   |   |   | Tot. |
| --------- | -- | -- | -- | - | - | - | - | ---- |
| Almería   | 5  | 5  | 1  | 1 | - | - | - | 12   |
| Cádiz     | 6  | 4  | 3  | 1 | 1 | - | - | 15   |
| Córdoba   | 5  | 4  | 1  | 1 | 1 | - | - | 12   |
| Granada   | 5  | 4  | 2  | 1 | 1 | - | - | 13   |
| Huelva    | 6  | 3  | 1  | 1 | - | - | - | 11   |
| Jaén      | 6  | 4  | 1  | - | - | - | - | 11   |
| Málaga    | 6  | 5  | 3  | 2 | 1 | - | - | 17   |
| Sevilla   | 8  | 4  | 3  | 2 | 1 | - | - | 18   |
| TOTAL     | 47 | 33 | 15 | 9 | 5 | - | - | 109  |

| Provincia |       |       |       |       |       |      |      | Dif.   | Part. |
| --------- | ----- | ----- | ----- | ----- | ----- | ---- | ---- | ------ | ----- |
| Almería   | 32,89 | 36,90 | 10,96 | 9,36  | 4,19  | 1,78 | 0,71 | -4,01  | 60,50 |
| Cádiz     | 31,63 | 24,01 | 18,88 | 10,42 | 6,69  | 2,10 | 2,78 | +7,62  | 59,10 |
| Córdoba   | 35,92 | 27,34 | 12,61 | 7,69  | 10,00 | 1,55 | 1,47 | +8,58  | 67,15 |
| Granada   | 34,59 | 30,00 | 13,94 | 9,57  | 6,10  | 1,84 | 1,21 | +4,59  | 64,97 |
| Huelva    | 40,95 | 26,42 | 13,16 | 7,24  | 6,25  | 1,57 | 1,52 | +14,53 | 61,06 |
| Jaén      | 42,68 | 29,10 | 11,05 | 5,95  | 5,72  | 1,45 | 1,21 | +13,58 | 69,30 |
| Málaga    | 30,11 | 28,32 | 15,11 | 11,77 | 7,37  | 2,63 | 0,99 | +1,79  | 61,08 |
| Sevilla   | 38,07 | 21,95 | 16,60 | 9,15  | 7,02  | 1,86 | 1,66 | +16,12 | 67,22 |
| TOTAL     | 35,41 | 26,74 | 14,86 | 9,28  | 6,89  | 1,93 | 1,52 | +8,67  | 63,94 |

##### Provincia de Almería
|  | 60,52 % |

|  | 39,48 % |

|  | 36,90 % |

|  | 32,89 % |

|  | 10,96 % |

|  | 9,36 % |

|  | 4,19 % |

|  | 1,78 % |

|  | 0,71 % |

|  | 0,62 % |

|  | 0,56 % |

|  | 0,35 % |

|  | 0,16 % |

|  | 0,13 % |

|  | 0,10 % |

|  | 98.71 % |

|  | 1,29 % |

|  | 99.19 % |

|  | 0,81 % |

##### Provincia de Cádiz
|  | 59,10 % |

|  | 40,90 % |

|  | 31,64 % |

|  | 24,02 % |

|  | 18,86 % |

|  | 10,42 % |

|  | 6,69 % |

|  | 2,79 % |

|  | 2,10 % |

|  | 1,10 % |

|  | 0,37 % |

|  | 0,17 % |

|  | 0,13 % |

|  | 0,10 % |

|  | 97,6 % |

|  | 1,62 % |

|  | 99,19 % |

|  | 0,81 % |

##### Provincia de Córdoba
|  | 67.15 % |

|  | 32.85 % |

|  | 35.97 % |

|  | 27.33 % |

|  | 12.58 % |

|  | 10.01 % |

|  | 7.68 % |

|  | 1.54 % |

|  | 1.47 % |

|  | 0.64 % |

|  | 0.64 % |

|  | 0.27 % |

|  | 0.19 % |

|  | 0.12 % |

|  | 0.11 % |

|  | 0.09 % |

|  | 0.09 % |

|  | 97.12 % |

|  | 1.64 % |

|  | 98.79 % |

|  | 1.21 % |

##### Provincia de Granada
|  | 64,76 % |

|  | 35,03 % |

|  | 34,63 % |

|  | 30,02 % |

|  | 13,9 % |

|  | 9,56 % |

|  | 6,09 % |

|  | 1,84 % |

|  | 1,21 % |

|  | 98,84 % |

|  | 1,16 % |

|  | 99,02 % |

|  | 0,98 % |

##### Provincia de Huelva
|  | 61,06 % |

|  | 38,94 % |

|  | 40,96 % |

|  | 26,45 % |

|  | 13,14 % |

|  | 7,24 % |

|  | 6,25 % |

|  | 1,57 % |

|  | 1,53 % |

|  | 0,73 % |

|  | 0,27 % |

|  | 0,14 % |

|  | 0,11 % |

|  | 0,08 % |

|  | 0,07 % |

|  | 97,23 % |

|  | 1,47 % |

|  | 98,70 % |

|  | 1,32 % |

##### Provincia de Jaén
|  | 67,95 % |

|  | 32,05 % |

|  | 42,68 % |

|  | 29,08 % |

|  | 11,04 % |

|  | 5,95 % |

|  | 5,73 % |

|  | 1,45 % |

|  | 1,21 % |

|  | 98,82 % |

|  | 1,18 % |

|  | 98,72 % |

|  | 1,28 % |

##### Provincia de Málaga
|  | 61,08 % |

|  | 38,92 % |

|  | 30,11 % |

|  | 28,34 % |

|  | 15,08 % |

|  | 11,78 % |

|  | 7,37 % |

|  | 2,63 % |

|  | 1,05 % |

|  | 0,99 % |

|  | 0,64 % |

|  | 0,13 % |

|  | 0,13 % |

|  | 0,10 % |

|  | 0,05 % |

|  | 97,95 % |

|  | 1,25 % |

|  | 99,15 % |

|  | 0,84 % |

##### Provincia de Sevilla
|  | 67,22 % |

|  | 32,78 % |

|  | 38,09 % |

|  | 22,00 % |

|  | 16,58 % |

|  | 9,14 % |

|  | 7,02 % |

|  | 1,86 % |

|  | 1,66 % |

|  | 0,77 % |

|  | 0,77 % |

|  | 0,38 % |

|  | 0,11 % |

|  | 0,09 % |

|  | 0,06 % |

|  | 0,04 % |

|  | 0,03 % |

|  | 0,03 % |

|  | 96,16 % |

|  | 1,37 % |

|  | 97,53 % |

|  | 1,09 % |

#### Diputados electos
| ← Elecciones al Parlamento de Andalucía de 2015 → Diputados electos |                                                       | | | | | | | | |
| Partido político                                                    | Partido político                                      | Almería | Cádiz | Córdoba | Granada | Huelva | Jaén | Málaga | Sevilla |
|                                                                     | Partido Socialista Obrero Español de Andalucía        | - José Luis Sánchez Teruel - Noemí Cruz Martínez - Rodrigo Sánchez Haro - Adela Segura Martínez - José María Martín Fernández                      | - Manuel Jiménez Barrios - Araceli Maese Villacampa - Juan María Cornejo López - Noelia Ruiz Castro - Luis Pizarro Medina - Rocío Arrabal Higuera | - Juan Pablo Durán Sánchez - María Jesús Serrano Jiménez - Jesús María Ruiz García - María Soledad Pérez Rodríguez - Antonio Sánchez Villaverde | - María Teresa Jiménez Vílchez - Miguel Castellano Gámez - María Josefa Sánchez Rubio - Francisco Javier Aragón Ariza - Olga Manzano Pérez | - Mario Jesús Jiménez Díaz - María Márquez Romero - Francisco Jesús Fernández Ferrera - Manuela Serrano Reyes - Diego Ferrera Limón - Modesta Romero Mojarro | - Micaela Navarro Garzón - Julio Millán Muñoz - María de los Ángeles Férriz Gómez - Jacinto Jesús Viedma Quesada - Elena Víboras Jiménez - José Latorre Ruiz | - Luciano Alonso Alonso - Beatriz Rubiño Yáñez - José Sánchez Maldonado - María Luisa Bustinduy Barrero - Francisco José Vargas Ramos - María Nieves Ramírez Moreno | - Susana Díaz Pacheco - Emilio de Llera Suárez-Bárcena (Independiente) - Verónica Pérez Fernández - Francisco Javier Fernández Hernández - María Jesús Montero Cuadrado - José Muñoz Sánchez - Brígida Pachón Martín - Carmelo Gómez Domínguez |
|                                                                     | Partido Popular Andaluz                               | - María Carmen Crespo Díaz - Pablo José Venzal Contrer - Rosalía Ángeles Espinosa López - Francisco Javier Arenas Bocanegra - Aránzazu Martín Moya | - Antonio Sanz Cabello - Ana María Mestre García - Antonio Saldaña Moreno - María Teresa Ruiz-Sillero Bernal                                      | - Rosario Alarcón Mañas - Adolfo Manuel Molina Rascón - María de la O Redondo Calvillo - Miguel Ángel Torrico Pozuelo                           | - Carlos Rojas García - Ana Vanessa García Jiménez - Juan Ramón Ferreira Díaz - María Francisca Carazo Villalonga                          | - Manuel Andrés González Rivera - María del Carmen Céspedes Senovilla - Guillermo García de Longoria                                                         | - Miguel Ángel García Anguita - Catalina Montserrat García Carrasco - José Antonio Miranda - Amelia Palacios                                                 | - Juan Manuel Moreno Bonilla - María Esperanza Oña Sevilla - Antonio Garrido Moraga - Patricia Navarro Pérez - Félix Romero Moreno                                  | - Juan Bueno Navarro - Patricia del Pozo Fernández - Jaime Raynaud Soto - Alicia Martínez Martín |
|                                                                     | Podemos Andalucía                                     | - Lucía Ayala Asensio | - María Teresa Rodríguez-Rubio Vázquez - Jesús Rodríguez González - Libertad Benítez Gálvez                                                       | - David Jesús Moscoso Sánchez | - José Luis Serrano Moreno - María del Carmen Lizárraga Mollinedo                                                                          | - Jesús Romero Sánchez | - Mercedes Barranco Rodríguez | - Félix Gil Sánchez - Esperanza Gómez Corona - Juan Antonio Gil de los Santos                                                                                       | - Begoña María Gutiérrez - Juan Ignacio Moreno de Acevedo Yagüe - María del Carmen García Bueno |
|                                                                     | Ciudadanos–Partido de la Ciudadanía                   | - Marta Bosqued Aznar | - Sergio Romero Jiménez | - María Isabel Albás Vives | - José Antonio Funes Arjona | - Julio Jesús Díaz Robledo | | - Irene Rivera Andrés - Carlos Hernández White | - Juan Marín Lozano - Marta Escrivá Torralva |
|                                                                     | Izquierda Unida Los Verdes-Convocatoria por Andalucía | | - Inmaculada Nieto Castro | - Elena Cortés Jiménez | - María del Carmen Pérez Rodríguez | | | - José Antonio Castro Román | - Antonio Maíllo Cañadas |

## Investidura de los nuevos cargos

### Constitución del Parlamento y elección de sus órganos de gobierno
- Tensión en las negociaciones para el reparto de los puestos de la mesa del parlamento;[113]
- La mesa se constituye sin acuerdo;[114]
- El Presidente de la Mesa quita un miembro de la mesa al PP y se lo da a IULV-CA.[115]

| Órganos políticos de la X Legislatura  |         |                     |
| Cargo                                  | Partido | Titular             |
| Presidente del Parlamento de Andalucía |         | Juan Pablo Durán    |
| Vicepresidenta primera                 |         | Teresa Jiménez      |
| Vicepresidenta segunda                 |         | Esperanza Oña       |
| Vicepresidente tercero                 |         | Juan Moreno Yagüe   |
| Secretaria primera                     |         | Verónica Pérez      |
| Secretario segundo                     |         | Julio Díaz          |
| Secretario tercero                     |         | José Antonio Castro |
| Portavoz del Grupo Socialista          |         | Mario Jiménez       |
| Portavoz del Grupo Popular             |         | Carlos Rojas        |
| Portavoz del Grupo de Podemos          |         | Teresa Rodríguez    |
| Portavoz del Grupo de Ciudadanos       |         | Juan Marín          |
| Portavoz del Grupo de Izquierda Unida  |         | Antonio Maíllo      |
| Fuente: Parlamento de Andalucía        |         |                     |

### Elección e investidura del Presidente de la Junta
| Candidata   | Fecha                                                  | Voto         |    |    |    |   |   | Total  |
| ----------- | ------------------------------------------------------ | ------------ | -- | -- | -- | - | - | ------ |
| Susana Díaz | 5 de mayo de 2015 Mayoría requerida: Absoluta (55/109) | Sí           | 47 |    |    |   |   | 47/109 |
| Susana Díaz | 5 de mayo de 2015 Mayoría requerida: Absoluta (55/109) | No           |    | 33 | 15 | 9 | 5 | 62/109 |
| Susana Díaz | 5 de mayo de 2015 Mayoría requerida: Absoluta (55/109) | Abstenciones |    |    |    |   |   | 0/109  |
| Susana Díaz | 5 de mayo de 2015 Mayoría requerida: Absoluta (55/109) | Ausencias    |    |    |    |   |   | 0/109  |
| Susana Díaz | 8 de mayo de 2015 Mayoría requerida: Simple            | Sí           | 47 |    |    |   |   | 47/109 |
| Susana Díaz | 8 de mayo de 2015 Mayoría requerida: Simple            | No           |    | 33 | 15 | 9 | 5 | 62/109 |
| Susana Díaz | 8 de mayo de 2015 Mayoría requerida: Simple            | Abstenciones |    |    |    |   |   | 0/109  |
| Susana Díaz | 8 de mayo de 2015 Mayoría requerida: Simple            | Ausencias    |    |    |    |   |   | 0/109  |
| Susana Díaz | 14 de mayo de 2015 Mayoría requerida: Simple           | Sí           | 47 |    |    |   |   | 47/109 |
| Susana Díaz | 14 de mayo de 2015 Mayoría requerida: Simple           | No           |    | 33 | 15 | 9 | 5 | 62/109 |
| Susana Díaz | 14 de mayo de 2015 Mayoría requerida: Simple           | Abstenciones |    |    |    |   |   | 0/109  |
| Susana Díaz | 14 de mayo de 2015 Mayoría requerida: Simple           | Ausencias    |    |    |    |   |   | 0/109  |
| Susana Díaz | 11 de junio de 2015 Mayoría requerida: Simple          | Sí           | 47 |    |    | 9 |   | 56/109 |
| Susana Díaz | 11 de junio de 2015 Mayoría requerida: Simple          | No           |    | 31 | 15 |   | 5 | 51/109 |
| Susana Díaz | 11 de junio de 2015 Mayoría requerida: Simple          | Abstención   |    |    |    |   |   | 0/109  |
| Susana Díaz | 11 de junio de 2015 Mayoría requerida: Simple          | Ausencias    |    | 2  |    |   |   | 2/109  |

## Reacciones políticas posteriores

### Crisis interna en UPyD
Tras los resultados electorales de UPyD, los peores de su historia en Andalucía, tanto el sector crítico La Ciudadanía Primero como Toni Cantó esperaban que se tomaran medidas acordes con lo ocurrido, pero después del «enrocamiento» de Rosa Díez, líder de la formación a nivel estatal, dos diputados de UPyD abandonaron la dirección del partido. Junto a esto, el candidato del partido a la Comunidad Valenciana renunció a su candidatura, y se produjo una marcha paulatina de miembros del partido a Ciudadanos.

### Recurso de la constitución de la mesa del Parlamento ante el Constitucional
Tras la constitución de la mesa del Parlamento, el PP anunció que recurrirá ante el Tribunal Constitucional el reparto de secretarías de la Mesa del Parlamento, calificado como "un atropello a la democracia" al no obtener ninguna de ellas, pese a ser su candidato el segundo más votado, habiendo recaído ese puesto en IU en cumplimiento del reglamento.
El TC falló dando un segundo asiento al PP en la Mesa, retirando el de IU, el grupo con menos diputados, que quedaba fuera de este órgano. Para solucionar la contradicción entre la sentencia y el reglamento de la Cámara, que garantiza representación en la Mesa a todos los grupos parlamentarios, se otorgó de forma extraordinaria a IU un puesto de vocal, sin derecho a voto, conformando excepcionalmente una Mesa de ocho miembros en esta legislatura.